# Nyrøysa
Nyrøysa är ett område vid nordvästra kusten av Bouvetön (Norge), som bildades 1955-1958 i samband med jordskred. Det är det största isfria området på ön och sträcker sig ca 700 meter utmed kustlinjen.
I området har registrerats fem arter av mossor, fem arter av lavar, en svampart och 20 algarter. Polarklimat råder i området. 